# Vigilanza (araldica)
Vigilanza è un termine utilizzato in araldica per indicare il sasso tenuto dalla gru con la zampa alzata, il cui rumore la sveglierebbe nel caso si addormentasse e lo lasciasse cadere.
Talora si può riferire anche all'airone o alla cicogna.

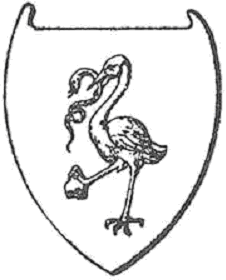
Gru con la sua vigilanza
Gru con la sua vigilanza (stemma di Żurawica, Polonia)